# Independenceklasse

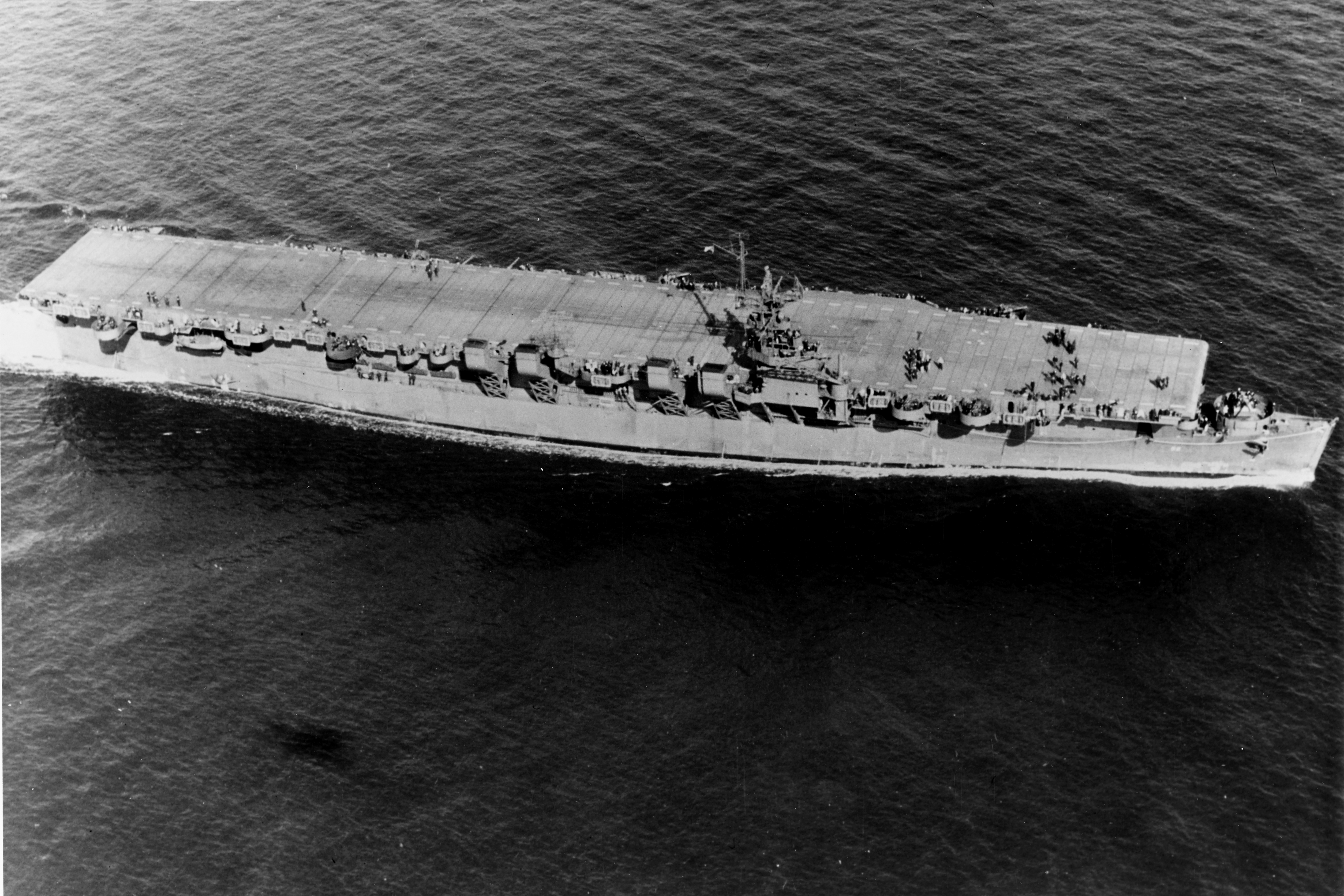
USS Independence CV-22

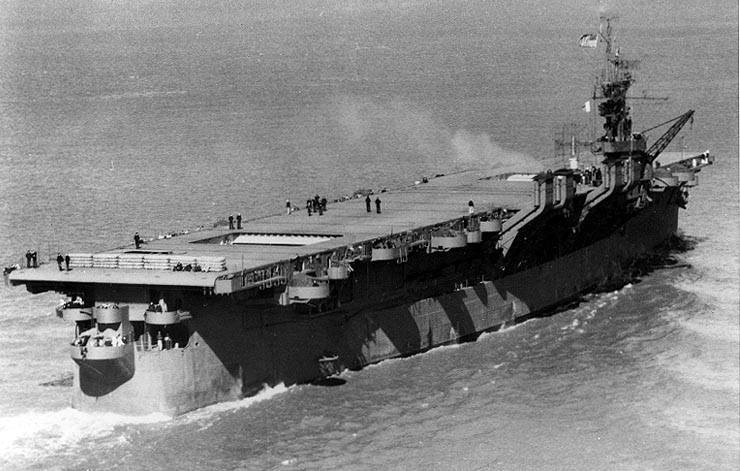
USS Princeton CV-23

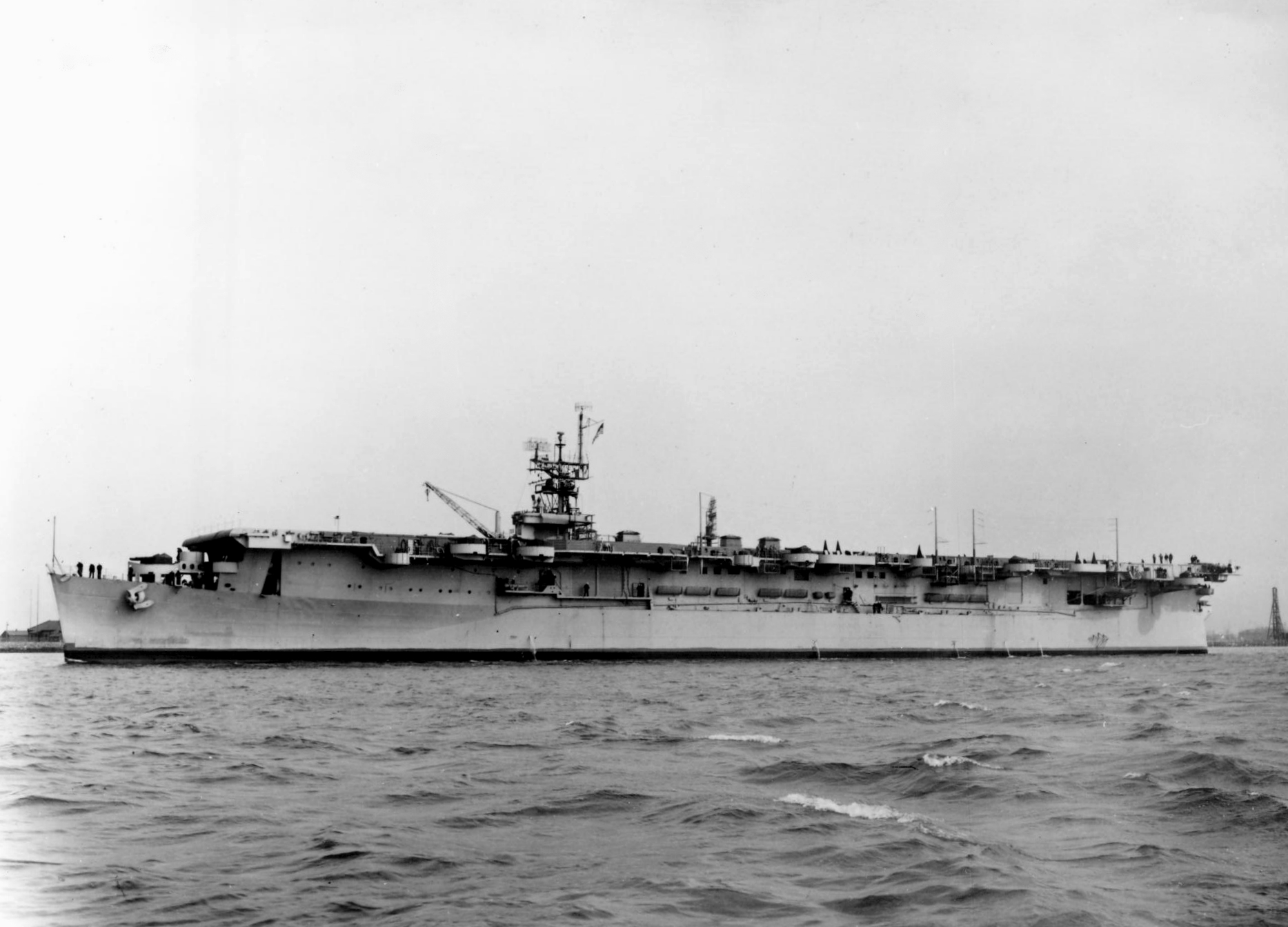
USS Belleau Wood CV-24

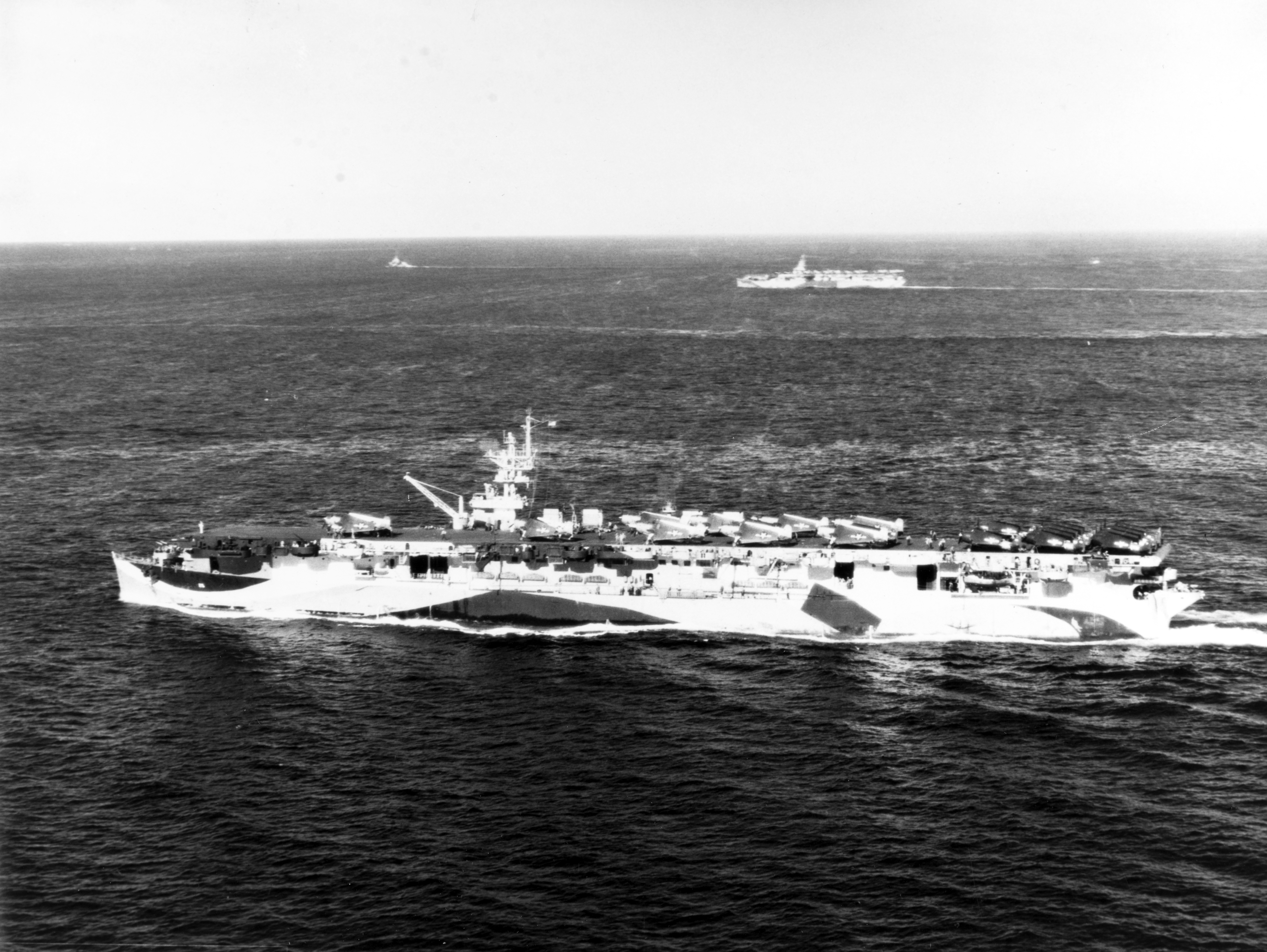
USS Cowpens CV-25

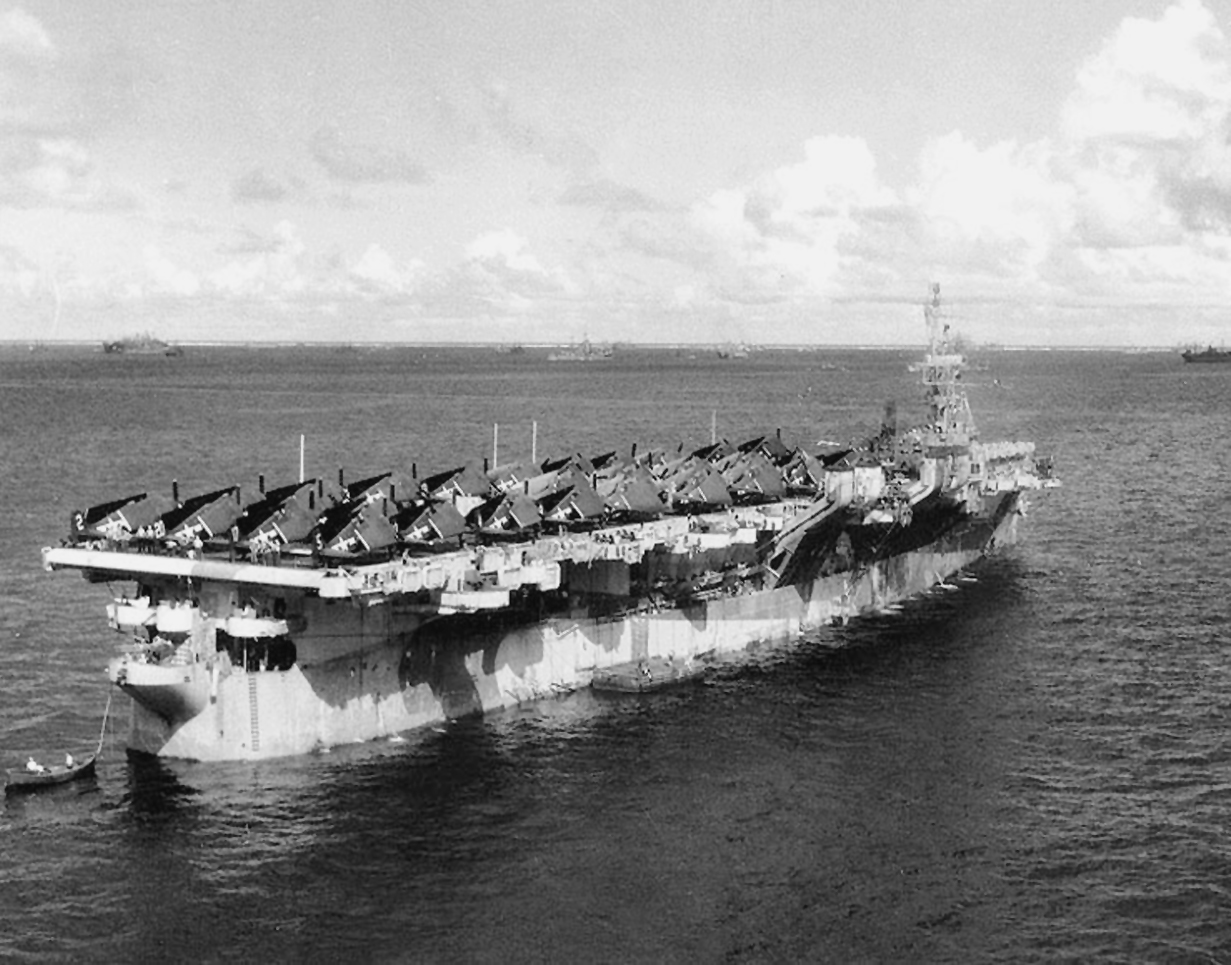
USS Monterey CV-26

De Independenceklasse was een klasse van lichte vliegdekschepen gebouwd voor de United States Navy en dienden tijdens de Tweede Wereldoorlog.
Deze klasse was een resultaat van Franklin D. Roosevelts interesse in de scheepsbouwplannen van de Navy. In augustus 1941, met de aankomende oorlog, merkte hij op dat er geen nieuwe vlootvliegdekschepen verwacht zouden worden vóór 1944 en stelde voor om snel een aantal van de vele kruisers in aanbouw om te bouwen. Studies naar vliegdekschepen ter grootte van kruisers had hun serieuze limitaties bloot gelegd, maar de crisis na de Aanval op Pearl Harbor van december 1941 demonstreerde de urgentie om snel meer vliegdekschepen te hebben. De Navy reageerde hierop door de bouw van de Essexklasse vliegdekschepen te versnellen en, in januari 1942, een Clevelandklasse lichte kruiser als vliegdekschip te bestellen. 
Ontwikkelde plannen voor deze ombouw beloofden meer dan verwacht en nog twee lichte kruisers berden herbesteld als vliegdekschip in februari, drie in maart en nog drie in juni 1942. Toen ze tussen januari en december 1943 klaar waren, gelijk met de eerste acht Essex vliegdekschepen, waren de negen Independenceklasse schepen vitale onderdelen van het grote offensief in het midden en westen van de Pacific van november 1943 tot augustus 1945. Acht van hen deden mee in de Slag in de Filipijnenzee van juni 1944, waarbij ze effectief Japans vliegdekschipsterkte vernietigde, door 40 procent van de jagers en 36 procent van de torpedovliegtuigen. 
Het Independenceklasse ontwerp had een relatief kort en smal vliegdek en hangar, met een klein eiland. Om te compenseren voor het extra topzware gewicht werden de rompen in het midden verbreed met zo'n anderhalve meter. De typische luchtgroep, bedoeld om te bestaan uit negen toestellen van jagers, verkenningsbommenwerpers en torpedovliegtuigen, werd snel omgevormd om ongeveer twintig jagers en negen torpedovliegtuigen mee te nemen. 
Het waren schepen met beperkte mogelijkheden, met als grootste deugd het op zo'n korte termijn beschikbaar zijn. Hun grootte zorgde voor moeilijkheden met de zeegang en een hoog ongevallenratio. De bescherming was gemiddeld en een groot deel van de munitie moest opgeslagen worden in de hangar, een factor welke grote invloed had op het verlies van de Princeton in oktober 1944. 

## Afdanking
Er was een kleine marge voor groei, zoals de naoorlogse carrière van de schepen aangetoond. De Independence werd gebruikt als atoombomdoel, en de rest werd apart gelegd in 1947. Vijf keerden er terug in dienst in 1948-53. Twee bij de Franse Marine, twee werden gebruikt als trainingsschepen, terwijl de Bataan nog de Koreaanse Oorlog meemaakte met Marine Corps luchtgroepen. Zij en Cabot kregen anti-onderzeeër-modernisaties in begin jaren 50, waaruit ze kwam met twee schoorstenen in plaats van de originele vier. Alle, behalve de Franse schepen, werden uit dienst genomen in 1954-56 en werden omgebouwd tot vliegtuigtransporten in 1959. Cabot kreeg een nieuw leven in 1967 toen ze een vliegdekschip werd voor de Spaanse Marine, de Dédalo, en daar dienstdeed tot 1989. In Spaanse dienst was ze het eerste vliegdekschip dat regelmatig de AV-8 Harrier inzette. Ondanks vele pogingen haar te behouden werd de Cabot gesloopt in Brownsville, Texas, wat begon in 1999 en eindigde in 2003. Pogingen om het te behouden gingen door tot de romp half was gesloopt, en uiteindelijk is alleen haar eiland bewaard gebleven. Het laatste lichte vliegdekschip van de Tweede Wereldoorlog kwam niet aan haar einde tijdens een slag, maar op een eenzaam strand.

## Schepen
De negen schepen van de Independenceklasse waren allemaal omgebouwde Clevelandklasse lichte kruiser, in aanbouw bij de New York Shipbuilding Corporation scheepswerf in Camden, New Jersey. In het begin aangeduid als "vliegdekschip" (CV), kregen ze allemaal de aanduiding "licht vliegdekschip" (CVL) op 15 juli 1943, toen er nog vier schepen in aanbouw waren. 
- USS Independence (CV/CVL-22). Kiellegging in mei 1941 als USS Amsterdam (CL-59), in dienst gesteld in januari 1943. na de oorlog gebruikt in atoombomtesten.
- USS Princeton (CV/CVL-23). Kiellegging in juni 1941 als USS Tallahassee (CL-61), omgeclassificeerd tot vliegdekschip in februari 1942, tewatergelaten in augustus 1942, in dienst gesteld in februari 1943. Vernietigd door Japans vuur op 24 oktober 1944, tijdens de Slag in de Golf van Leyte.
- USS Belleau Wood (CV/CVL-24). kiellegging in augustus 1941 als USS New Haven (CL-76), omgeclassificeerd tot vliegdekschip in februari 1942, te water gelaten in december 1942, in dienst gesteld in maart 1943. In reserve geplaatst in januari 1947. Overgedragen aan de Franse Marine als Boi Belleau (R97) in juni 1951, terug naar US Navy voor sloop in september 1960.
- USS Cowpens (CV/CVL-25). Kiellegging in november 1941 als USS Huntington (CL-77), omgeclassificeerd tot vliegdekschip in maart 1942, te water gelaten in januari 1943, in dienst in mei 1943. In reserve geplaatst in januari 1947, vanaf november 1959 gesloopt.
- USS Monterey (CV/CVL-26). Kiellegging in december 1941 als USS Dayton (CL-78), omgeclassificeerd in maart 1942, te water gelaten in februari 1943, in dienst in juni 1943. In reserve geplaatst in februari 1947. Opnieuw in dienst gesteld in september als trainingsschip in september 1950, opnieuw in reserve geplaatst in januari 1956. Omgeclassificeerd tot vliegtuigtransport AVT-2 in mei 1959. gesloopt in juni 1970.
- USS Langley (CVL-27). Gepland als USS Fargo (CL-85), omgeclassificeerd in maart 1942, kiellegging in april 1942, naam veranderd van Crown Point naar Langley in november 1942, te water gelaten in mei 1943, in dienst gesteld in augustus 1943. In reserve geplaatst in februari 1947. Overgedragen aan Frankrijk als Lafayette (R96) op 2 juni 1951. Teruggekeerd naar de VS in maart 1963, gesloopt in Baltimore in 1964.
- USS Cabot (CVL-28). Kiellegging in maart 1942 als USS Wilmington (CL-79), omgeclassificeerd in juni 1942, te water gelaten in april 1943, in dienst gesteld in juli 1943. In reserve geplaatst in februari 1947, teruggeplaatst in dienst en gemoderniseerd tot ASW vliegdekschip in oktober 1948. In reserve geplaatst in januari 1955, gemoderniseerd in 1965-67 en overgedragen aan Spanje als Dédalo (R01) 30 augustus 1967. UIt de NVR geschrapt en verkocht aan Spanje in augustus 1972. Uit dienst gesteld der preservatie in New Orleans in augustus 1989, preservatie gefaald, vanaf oktober 2000 gesloopt in Brownville, Texas.
- USS Bataan (CVL-29). Origineel gepland als USS Buffalo (CL-99), omgeclassificeerd in juni 1942, kiellegging in augustus 1942, te water gelaten in augustus 1943, in dienst gesteld in november 1943. In reserve geplaatst in februari 1947, opnieuw in dienst gesteld en gemoderniseerd tot ASW vliegdekschip in mei 1950. In reserve geplaatst in april 1954, gesloopt vanaf september 1959.
- USS San Jacinto (CVL-30). Origineel gepland als USS Newark (CL-100), omgeclassificeerd in juni 1942, kiellegging in oktober 1942, naam veranderd van USS Reprisal naar San Jacinto in januari 1943, te water gelaten in september 1943, in dienst gesteld in 1943. In reserve geplaatst in maart 1947, gesloopt vanaf juni 1970.